# Цивілізація статусу
«Цивілізація статусу» (англ. The Status Civilization), або «Злочинна цивілізація» — науково-фантастичний роман Роберта Шеклі, вперше опублікований в 1960 році в Amazing Science Fiction Stories, двома частинами в серпневому і вересневому випусках.
Роман показує, до яких згубних наслідків — і для суспільства в цілому, й для людини — призводить конформізм, беззастережна підтримка панівної ідеології та її слухняної виконавиці — урядової політики. Сюжет описує життя молодого чоловіка, що опинився без спогадів на планеті-в'язниці, жителі якої повинні вчиняти злочини, навіть проти власної волі.

## Сюжет
Вілл Баррент, 27-річний громадянин Землі, отямлюється у невідомому місці, пам'ятаючи лише як тримав пістолет біля трупа якоїсь людини. Навколишні люди пояснюють, що він звинувачений у вбивстві і перебуває на космічному кораблі, котрий прямує на планету-в'язницю Омега. Там усе побудовано за своєрідним кримінально-кастовим принципом. Новоприбулі належать до касти Пеонів, у яких немає жодних прав. Щоб отримати вищі статуси Мешканців і Вільних громадян, їм належить вживати наркотики, які викликають стійку залежність, відвідувати чорні меси та порушувати закон. Найвище стоять Привілейовані, що володіють майже необмеженою владою на планеті.
Баррент відчуває, що він тут чужий і потрапив сюди випадково і незаслужено. Він намагається з'ясувати: він винен чи хтось його підставив. Здійснивши під час самооборони вбивство, Вілл отримує підвищення до статусу Вільного громадянина, а також отримує у спадок магазин протиотрут убитого. Здійснюючи вбивства, Баррент досить швидко піднімається соціальною драбиною до Омеги, виявляє справжнього вбивцю, зв'язується з політичним підпіллям і з його допомогою нарешті повертається на Землю.
На Землі він виявляє тоталітарне суспільство, не менш жорстоке за суспільство Омеги, котре лише послуговується іншими засобами. Видаючи себе за опитувальника, Вілл обходить кожен будинок і збирає відомості про уклад життя. Як виявилося, Земля не має повноцінної армії, не боєздатна і кораблі, що не дають втекти ув'язненим з Омеги, насправді ні на що не здатні, а потрібні лише для залякування, щоб ув'язнені не робили спроб утекти, які неодмінно завершаться успіхом. Проте Земля не скотилася в анархію, оскільки всім земним дітям у шкільному віці на закритих уроках у підсвідомість записують програму, за якою вони повинні відразу ж зізнаватися в будь-якому скоєному злочині роботам-сповідникам і мимовільно йти на покарання. Обходячи будинки жителів і проводячи опитування, він випадково відвідує шефа поліції, який допомагає йому переправити зібрані відомості на Омегу.
Зібравши відомості про Землю і відвідавши робота-сповідника, Вілл згадує, що був лише випадковим свідком убивства, на місці якого підібрав зброю, і що, попри відсутності вини, він все ж таки сам доніс на себе роботу-сповіднику. Після цього він сам прийшов до правоохоронців, зайшов на корабель, замкнув себе в камері та стер спогади.
Як з'ясовується, усвідомивши систему, людина повинна за такими ж підсвідомими командами вчинити самогубство. Баррент також ледь не скоює самогубство, але, завдяки отриманому на Омезі життєвому досвіду, в ньому виникло дві особистості, Баррет-1 і Баррет-2. Пересиливши програму, Баррет-2 розбиває дзеркало, в якому бачить Баррета-1, і остаточно позбувається контролю.

## Видання українською
- Роберт Шеклі. Злочинна цивілізація (роман, переклад Олександра Коваленка) / Злочинна цивілізація. Координати чудес. Київ, Дніпро, 1991 р., С. 3-116
- Роберт Шеклі. Цивілізація статусу / пер. з анг. Ольга Бершадська. — К. : Book Chef, 2020. — 208 с. — ISBN 978-966-993-202-0.

## Різне
- За мотивами твору в 1989 році було опубліковано комікс у журналі «Пульс».
- В ігровому всесвіті Mass Effect існує космічна станція «Омега», населена кримінальними елементами, вимушеними парадоксальним чином дотримуватися закону, але одночасно порушувати його, що створює ті ж політичні, економічні та соціальні проблеми, що й у творі.